# Interstellär komet
En interstellär komet är en komet i interstellära rymden, som ej påverkas av gravitationen från någon stjärna.
Kometer i solsystemet har observerats sedan länge och också exokometer har upptäckts.
Den 19 oktober 2017 observerades vad man först trodde var en interstellär komet, då den passerade vårt solsystem.
Då den inte visade någon aktivitet klassades den dock om till asteroid. Den fick därför först beteckningarna C/2017 U1 (PANSTARRS) och A/2017 U1, tills det fastslagits att det var frågan om det första interstellära objekt, tillika den första interstellära asteroid som astronomerna iakttagit. Den namngavs då till 1I/ʻOumuamua.
Sålunda har ännu inte någon interstellär komet upptäckts under passage av solsystemet.

## Upptäcktens betydelse
Före 2017 var det mest excentriska objekt som astronomerna kände till kometen C/1980 E1, med en excentricitet av 1,057, vilket är mindre än vad en interstellär komet kan förväntas ha. Den typen av excentricitet kan uppstå under påverkan från någon av solsystemets planeter.
1I/ʻOumuamua  excentricitet är 1,19951±0,00018 vilket är betydligt mer än vad som kan uppstå av gravitationell påverkan inom solsystemet, varför det kunnat fastslås att asteroiden är interstellär.

## Nomenklatur
Upptäckten av en interstellär asteroid ledde till att Internationella astronomiska unionen (IAU) föreslog en ny designationskategori för interstellära objekt, snarlik den som finns för kometer, med bokstaven ”I”. Som första upptäckt i den nya kategorin har därför ʻOumuamua beteckningen 1I/ ʻOumuamua. Det korrekta sättet att ange detta objekt är därför: 1I, 1I/2017 U1, 1I/ʻOumuamua eller 1I/2017 U1 (ʻOumuamua). Om en interstellär komet kommer att upptäckas erhåller den sin designation inom denna kategori.